# Pont du Vieux-Chêne
Le pont du Vieux-Chêne est un pont routier et piéton sur la Seymaz, situé dans le canton de Genève, qui relie les communes de Chêne-Bougeries sur la rive droite et de Chêne-Bourg sur la rive gauche.

## Localisation
Le pont du Vieux-Chêne, le neuvième pont le plus en amont de la Seymaz, se trouve quelques mètres en aval de la route de Genève, entre celle-ci et la rue du Péage.

## Histoire
Ce pont sur la Seymaz appartient à l’antique itinéraire Genève-Moillesulaz-Annemasse, tracé figurant à l’Inventaire des voies de communication historiques de la Suisse. Les échanges commerciaux qui transitent par se pont ne sont que régionaux, pour l’approvisionnement
du marché de Genève, mais le tracé a une « position stratégique dans le destin mouvementé de la région ».
La première mention de ce pont, alors seul passage sur la Seymaz, est un péage établi en 1401 à Chêne. 
À l’époque féodale le pont marque la frontière entre les terres genevoises (rive droite) et le comté de Genève. Puis en 1401 le territoire de Chêne-Thônex devient possession de la maison de Savoie qui créée un péage en ce lieu, le pont sépare alors Genève du comté de Savoie. 
Du 31 janvier 1536 au 7 août 1536, pendant l’existence éphémère du « mandement de Gaillard » à l’époque de la Réforme protestante, les deux rives de la Seymaz sont genevoises. Puis les bernois réclament ces terres et le passage de la rivière marque la frontière entre les terres genevoises et le « bailliage de Ternier et Gaillard » bernois. Après le départ des bernois en 1567, les terres de Chêne-Thônex redeviennent savoyardes en 1601 (traité de Lyon), le pont fait à nouveau frontière en Genève et le duché de Savoie.
Lors du traité de Turin de 1754, la frontière entre le royaume de Sardaigne et Genève est fixée sur la Seymaz. Du côté de Chêne-Bourg, le pont est alors flanqué d'une maison d'un étage qui abrite le bureau de douane. Le bourg de Chêne est coupé en deux, « obligeant les protestants à déménager leur temple sur la rive droite ».
Au moment de l'occupation de Genève par la France en 1798, Chêne-Thônex est brièvement nommée « Chêne-Mont-Blanc », puis elle est réunie à Chêne-Bougeries pour former la commune des Trois-Chêne ; le pont du Vieux-Chêne ne fait alors plus frontière. Mais cette situation est brève car en 1801 déjà, Chêne-Bougeries est à nouveau détachée. Le 16 mars 1816 enfin, la Savoie cède Chêne-Thônex à la Suisse par le traité de Turin de 1816, la frontière est déplacée sur le Foron et le pont du Vieux-Chêne redevient une limite communale.
En 1881, avec l’arrivée du tramway à Chêne-Bourg, une nouvelle route est construite sur un nouveau pont : un « doublet d'évitement du centre historique de Chêne-Bourg »,. Ainsi le vieux pont a-t-il été conservé.

## Sources
- Isabelle Roland, « L’aménagement du territoire avant la lettre : quelques exemples genevois (XVIIIe – XIXe siècles) », In Situ - Revue des patrimoines, no 7,‎ 2006 (ISSN 1630-7305, lire en ligne). Section : « Chêne, un ancien village scindé en deux entités politiques et confessionnelles et élevé au rang de bourg ».